# Hier kommt Alex
«Hier kommt Alex» es una canción del grupo de punk-rock alemán Die Toten Hosen.
Se compuso en 1988 y es la primera canción del álbum Ein kleines bisschen Horrorschau. La música fue compuesta por Andreas Meurer y la letra por Campino. Existe una versión de este sencillo cantado en inglés por la misma banda llamada The Return of Alex en su álbum de 1994 Love, Peace & Money. 
Alex hace referencia a Alexander Delarge, el protagonista de la novela de Anthony Burgess La naranja mecánica, de 1962, y la película homónima basada en ésta, que adaptó Stanley Kubrick en 1971. La melodía se inspiró en el inicio de la novena sinfonía de Beethoven.
Hier kommt Alex aparece como una canción de bonificación en el videojuego Guitar Hero 3 y en la versión europea de Rock Band.